# Tamsyn Moana-Veale
Tamsyn Moana-Veale (1993) es una deportista australiana que compite en triatlón. Ganó dos medallas en el Campeonato de Oceanía de Triatlón, bronce en 2018 y plata en 2019.

## Palmarés internacional
| Campeonato de Oceanía | Campeonato de Oceanía | Campeonato de Oceanía | Campeonato de Oceanía |
| Año                   | Lugar                 | Medalla               | Prueba                |
| --------------------- | --------------------- | --------------------- | --------------------- |
| 2018                  | San Kilda (Australia) | Medalla de bronce     | Individual            |
| 2019                  | Devonport (Australia) | Medalla de plata      | Relevo mixto          |